# Jakov Barišić
Don Jakov Barišić (Dobrinja kod Modriče, 5. rujna 1890. - Gradačac, 15. svibnja 1942.), hrvatski katolički svećenik iz BiH. Bio je župnik u Gradačcu, svećenik Vrhbosanske nadbiskupije, od kojega je traženo da se odrekne vlastite vjere i pripadnosti svom narodu što je on odbio te je bio ubijen na vrlo okrutan način.

## Životopis
Rodio se je 1890. u Dobrinji kod Modriče. Školovao se je u Travniku i Sarajevu. Poslije škoovanja primio je svećeničke sakramente 1913. godine. Djelovao je u Vrhbosanskoj nadbiskupiji. Župnikom je bio u Pećinama, Rostovu, Golom Brdu i od 1919. godine u Gradačcu. Ubijen je na okrutan način 15. svibnja 1942. godine. Ubili su ga četnici kad su upali u Gradačac. Ubili su ga naočigled majke. Ubojstvo nije bilo trenutačno, nego je bio mrcvaren. Kožu su mu zgulili s glave i lica te su ga više puta izboli nožem po tijelu. 
Četnici su brzo napustili naselje i ostavili njegovo tijelo. Barišić je pokopan 18. svibnja u samome mjestu zajedno s još šest katolika koji su ubijeni u isto vrijeme. Sprovod su mu vodila četiri svećenika.

## Smrt
Zbog toga što su četnici bili prisiljeni brzo se povući, ubijeno je samo sedam osoba i bilo je mnogo preživjelih koji su mogli posvjedočiti. 
Tog kobnog petka Barišićev je poslužitelj primijetio je bježanje jer su nadirali četnici, te je upozorio župnika neka i on pobjegne. Međutim, četnici su se kretali vrlo brzo. Premda je poslužitelj brzo potrčao u zvonik zvoniti na uzbunu, četnici su se već stvorili ondje. Jedva da je dvaput zazvonio, uhvatili su ga. Tjerali su ga do bunara gdje su ga tukli i rekli mu: "Reci da si Srbin", na šta je on glasno odgovorio "Nikad, ono što sam to i ostajem." Četnici su mu rekli da će onda biti ubijen, na šta je odgovorio "Neka, ne žalim za svoju vjeru, domovinu i svoj narod umrijeti." Na to se je prekrstio i glasno počeo moliti Očenaš. Četnici su opsovali mu molitvu i Pavelića i srušili ga na zemlju. Dok su ga mučili, vikali su: "Evo ti Pavelić, evo ti Hrvatska. Odrali su mu kožu s lica i glave, priklali, izboli ga nožem i više puta upucali. Barišićeva je mati svemu svjedočila. I njoj su prijetili i htjeli je ubiti. Drugi dio četničke skupine smatrao je da je bolje da sve gleda, grdili su je i govorili što je takvoga odgojila.
Četnici su se poslije brzo povukli, crkvu nisu dospjeli dirati, ali su zapalili župnu kuću. U strahu od četničkog povratka ljudi nisu se približavali tijelu ubijenog. Od petka do subote po podne njegovo je tijelo tako ležalo. Onda ga je vojska prenijela pod zvonik, dok mu je iz tijela stalno tekla krv. Na mrtvom Barišićevom tijelu našlo se puščanih i revolverskih hitaca. Bio je priklan pod vratom priklan, a od brade do pola glave koža zgu(b)ljena, grozno iznakažen.

## Beatifikacije
U organizaciji Komisije Hrvatske biskupske konferencije i Biskupske konferencije Bosne i Hercegovine za hrvatski martirologij održan je u Zagrebu 25. i 26. travnja 2012. Međunarodni znanstveni skup „Hrvatski mučenici i žrtve iz vremena komunističke vladavine“. Na njemu je vojni biskup mons. Tomo Vukšić održao predavanje o stradanjima crkvenih osoba iz BiH u kojemu je, između ostalog, iznio podatke, zapažanja i prijedloge pod vidom traženja mogućih svetaca među njima. S obzirom na dostupnost podataka, predložio je da se razmisli beatifikaciji ovih osoba:" fra Stjepana Barišića, župnika u Podhumu, člana „Bosne Srebrne“, koji je prije pogubljenja tražio da mu bude dopušteno izmoliti brevijar, što je i učinjeno, te je nakon toga ubijen; don Antu Zrna, župnika u Viru, svećenik Mostarske biskupije, koji je prema svjedočenju očevidaca, u dubrovačkom zatvoru prije pogubljenja bio smiren i samo se Bogu molio; fra Valentina Zovka i fra Andriju Topića, župnika i kapelana na Kočerinu, članova Hercegovačke provincije, koji su se prije pogubljenja, prema iskazu svjedoka, jedan pred drugim ispovjedili; don Jakova Barišića, župnika u Gradačcu, svećenika Sarajevske nadbiskupije, od kojega je traženo da se odrekne vlastite vjere i pripadnosti svom narodu što je on odbio te je bio ubijen na vrlo okrutan način, kao i don Ivicu Čondrića, kateheta i kapelana u Sarajevu, također svećenika Sarajevske nadbiskupije, kojemu je bilo ponuđeno da napusti svećeničku službu a zauzvrat bi bio oslobođen, što je on odbio te bio osuđen na smrt i strijeljan; don Maksimilijana Nestora, župnika u Drvaru, i don Antu Dujlovića, župnika u Gumjeri, svećenici Banjalučke biskupije, koji su se svjesno izložili smrtnoj opasnosti radi duhovnoga dobra vjernika i bili ubijeni, kao i don Krešimira Barišića, župnika u Krnjeuši, svećenika iste biskupije, koji je, bez obzira na opasnost, ostao s vjernicima, bio uhvaćen, izmasakriran i živ ubačen u zapaljenu crkvu.“"

## Unutarnje poveznice
- Pokolj kod Drvara 27. srpnja 1941.
- Pokolj u Bosanskom Grahovu 27. srpnja 1941.
- Stradanje crkvenih osoba u ratu u Bosni i Hercegovini
- Juraj Gospodnetić